# Получение скрытой информации
Получение скрытой информации  (англ. Private information retrieval (PIR))
В криптографии, протокол поиска информации (PIR) позволяет потребителю (или игроку) получить интересующую его частную информацию с сервера. Причём сервер не сможет распознать какая именно часть его информации стала известна игроку. Задача : Есть база данных состоящая из {\displaystyle n} битов. Есть игрок, который хочет достать бит номер {\displaystyle i} так чтобы база данных содержащая все {\displaystyle n} битов не смогла узнать никакой информации какой именно бит достал игрок.
Тривиальное (но не эффективное) решение состоит в посылке всех {\displaystyle n} битов игроку, включая искомый им {\displaystyle i}-бит. Другой путь — использование PIR-протокола где игрок задаёт вопрос (функцию) базе данных. Последняя берёт эту функцию, прилагает её ко всей совокупности базы данных и получает ответ, который высылается обратно игроку. Условия этой игры следующие:

1)	Длина суммы вопроса (функции) и ответа должна быть много меньше чем n.

2) игрок должен для любого {\displaystyle i} послать такой вопрос, чтобы ответ был правильный, то есть {\displaystyle i}-бит был верно получен.

3) База данных не может ничего узнать по поводу {\displaystyle i}.
Постановка задачи для нескольких копий базы данных была впервые сформулирована Шором, Голдрайхом, Кушелевицем и Суданом в 1996 г. Авторы предложили решение  которое требовало нескольких копий базы данных—и чтобы серверы, держащие эти копии, не имели права друг с другом общаться.
Впервые решение той же задачи для одного сервера и одного игрока дали Эйал Кушелевиц и Рафаил Островский в 1997 г. Они показали
 что длина суммы вопроса и ответа равна
{\displaystyle O(n^{\epsilon })} для любого {\displaystyle \epsilon >0}.
Указанные работы дали толчок интенсивному развитию данного раздела  Private Information Retrieval.